# Тийглаш
Тийглаш — село в Україні, в Сюртівській громаді Ужгородського району Закарпатської області,  колишній центр сільської ради. Населення становить 551 особу (станом на 2001 рік). Село розташоване на південному заході Ужгородського району, за 10,7 кілометра від районного центру.

## Назва
Колишні назви населеного пункту — село «Цеглівка», «Тейглаш».

## Географія
Село Тийглаш лежить за 10,7 км на південний захід від районного центру, фізична відстань до Києва — 620,1 км.
| Клімат Тийглаша         | Клімат Тийглаша | Клімат Тийглаша | Клімат Тийглаша | Клімат Тийглаша | Клімат Тийглаша | Клімат Тийглаша | Клімат Тийглаша | Клімат Тийглаша | Клімат Тийглаша | Клімат Тийглаша | Клімат Тийглаша | Клімат Тийглаша | Клімат Тийглаша |
| Показник                | Січ.            | Лют.            | Бер.            | Квіт.           | Трав.           | Черв.           | Лип.            | Серп.           | Вер.            | Жовт.           | Лист.           | Груд.           | Рік             |
| Середній максимум, °C   | 0,9             | 3,4             | 9,3             | 16,2            | 21,4            | 24,4            | 26,1            | 25,5            | 21,4            | 15,6            | 8,2             | 3,2             | 14,6            |
| Середня температура, °C | −2,5            | −0,2            | 4,6             | 10,7            | 15,6            | 18,7            | 20,2            | 19,6            | 15,7            | 10,4            | 4,8             | 0,4             | 9,8             |
| Середній мінімум, °C    | −5,8            | −3,8            | 0,0             | 5,2             | 9,8             | 13,0            | 14,4            | 13,8            | 10,1            | 5,2             | 1,5             | −2,4            | 5,1             |
| Норма опадів, мм        | 49              | 42              | 41              | 46              | 68              | 85              | 78              | 69              | 52              | 47              | 52              | 62              | 691             |
| ----------------------- | --------------- | --------------- | --------------- | --------------- | --------------- | --------------- | --------------- | --------------- | --------------- | --------------- | --------------- | --------------- | --------------- |
| Джерело:                |                 |                 |                 |                 |                 |                 |                 |                 |                 |                 |                 |                 |                 |

## Історія
Першими мешканцями села були родини, зайняті на поромній переправі через Латорицю. Згідно з інформацією, 150 років тому на місці порома вже було поселення. Село вздовж головної дороги Чоп-Ужгород зазнало значних змін за останні 150 років, саме через близькість двох міст. У 1890 році тут стояло майже 100 будинків.

## Економіка
Тиглайшська СЕС — найбільша сонячна станція на заході України. Нова станція обіймає 35 гектарів. В загальному на СЕС буде встановлено понад 79 тис. сонячних панелей.

## Населення
Станом на 1989 рік у селі проживало 647 осіб, серед них — 304 чоловіки і 343 жінки.
За даними перепису населення 2001 року у селі проживала 551 особа. Рідною мовою назвали:
| Мова       | Кількість осіб | Відсоток |
| ---------- | -------------- | -------- |
| угорська   | 457            | 82,94 %  |
| українська | 93             | 16,88 %  |
| російська  | 1              | 0,18 %   |

## Політика
На виборах у селі Тийглаш працює окрема виборча дільниця, розташована в приміщенні будинку культури. Результати виборів:
- Вибори Президента України 2004 (перший тур): зареєстрований 491 виборець, явка 73,52 %, з них за Віктора Януковича — 46,53 %, за Віктора Ющенка — 31,85 %, за Олександра Яковенка — 3,60 %[7].
- Вибори Президента України 2004 (другий тур): зареєстрований 491 виборець, явка 76,17 %, з них за Віктора Януковича — 52,67 %, за Віктора Ющенка — 40,10 %[8].
- Вибори Президента України 2004 (третій тур): зареєстрований 491 виборець, явка 68,23 %, з них за Віктора Ющенка — 59,40 %, за Віктора Януковича — 33,73 %[9].
- Парламентські вибори 2006: зареєстровано 547 виборців, явка 74,59 %, найбільше голосів віддано за Блок Юлії Тимошенко — 21,81 %, за Партію регіонів — 16,42 %, за блок Наша Україна — 13,97 %[10].
- Парламентські вибори 2007: зареєстровано 538 виборців, явка 65,99 %, найбільше голосів віддано за блок Наша Україна — Народна самооборона — 23,38 %, за Блок Юлії Тимошенко — 17,75 %, за Партію регіонів — 16,62 %[11].
- Вибори Президента України 2010 (перший тур): зареєстровано 530 виборців, явка 61,32 %, найбільше голосів віддано за Віктора Януковича — 38,15 %, за Юлію Тимошенко — 18,77 %, за Сергія Ратушняка — 7,08 %[12].
- Вибори Президента України 2010 (другий тур): зареєстровано 528 виборців, явка 58,71 %, з них за Віктора Януковича — 59,35 %, за Юлію Тимошенко — 33,23 %[13].
- Парламентські вибори 2012: зареєстровано 516 виборців, явка 64,53 %, найбільше голосів віддано за Партію регіонів — 58,86 %, за Всеукраїнське об'єднання «Батьківщина» — 14,41 % та УДАР — 11,71 %.[14] В одномандатному окрузі найбільше голосів отримав Василь Ковач (Партія регіонів) — 44,51 %, за Василя Брензовича («КМКС» Партія угорців України) — 32,42 %, за Сергія Ратушняка (самовисування) — 7,14 %[15].
- Вибори Президента України 2014: зареєстровано 512 виборців, явка 60,55 %, з них за Петра Порошенка — 60,32 %, за Юлію Тимошенко — 14,19 %, за Михайла Добкіна — 7,42 %[16].
- Парламентські вибори в Україні 2014: зареєстровано 512 виборців, явка 60,74 %, найбільше голосів віддано за Блок Петра Порошенка — 36,66 %, за Народний фронт — 10,61 % та Радикальну партію Олега Ляшка — 6,75 %.[17] В одномандатному окрузі найбільше голосів отримав Василь Ковач (самовисування) — 31,19 %, за Роберта Горвата (Блок Петра Порошенка) проголосували 27,01 %, за Олександра Ледиду (самовисування) — 19,94 %[18].
- Вибори Президента України 2019 (перший тур): явка 44,5 % (215 голосів); Володимир Зеленський — 43,7%, Юлія Тимошенко —  15,3%, Юрій Бойко — 7,4%, Петро Порошенко — 6,0%, Олег Ляшко — 5,1%.[19]
- Вибори Президента України 2019 (другий тур): явка 42,5 % (204 голоси); Володимир Зеленський — 91,2%, Петро Порошенко — 7,8%.[20]

### Парламентські вибори, 2019
На позачергових парламентських виборах 2019 року у селі функціонувала окрема виборча дільниця № 210615, розташована у приміщенні будинку культури.
Результати
- зареєстровано 473 виборці, явка 49,47%, найбільше голосів віддано за «Слугу народу» — 46,67%, за «Опозиційну платформу — За життя» — 11,11%, за Всеукраїнське об'єднання «Батьківщина» і «Опозиційний блок» — по 9,78%.[21] В одномандатному окрузі найбільше голосів отримав Йосип Борто (самовисування) — 55,84%, за  Андрія Андріїва (самовисування) — 12,99%, за Роберта Горвата (самовисування) — 7,36%[22].

## Релігія
Каплиця св. Степана. Кінець 19 ст.
Каплиця діяла в приміщенні греко-католицької школи, збудованої, можливо, наприкіні XIX ст. Після Другої світової війни каплицю закрили.
Будівля служила спочатку школою, потім бібліотекою, а нині там мешкають люди. Греко-католики відвідують римо-католицький храм, збудований 1932 р.

## Персоналії
- Ференц Бернат (1981) — гітарист-віртуоз, композитор, кандидат мистецтвознавства, громадський діяч, Посол Миру.